# 朝日放送制作・TBS月曜8時枠の連続ドラマ
朝日放送制作・TBS月曜8時枠の連続ドラマ（あさひほうそうせいさくティービーエスげつようはちじわくのれんぞくドラマ）は、1958年11月17日から1963年12月30日まで朝日放送（1959年までは大阪テレビ）制作・TBS（1960年まではラジオ東京テレビ）系列の月曜20:00 - 20:30（JST）に放送されたテレビドラマ放送枠である。全て牛乳石鹸共進社（当時：共進社油脂工業）の一社提供。

## 歴史
- この枠は、後にTBS制作の1時間ドラマ枠『ナショナル劇場』→『パナソニック ドラマシアター』→『月曜ミステリーシアター』が放送された枠として知られているが、『ナショナルゴールデンアワー』として開始した当初は後半枠であり、前半枠は朝日放送制作・牛乳石鹸提供のドラマが放送されていた。
- まず、音楽番組『歌う千一夜』『歌謡学校』『歌は踊る』（これらも牛乳石鹸提供だが全てKRT制作）を引き継ぐ形で、ミヤコ蝶々などが主演するコメディを3本制作、その後は三波春夫や弘田三枝子が出演するドラマを制作した。
- だが1964年1月より、『ナショナルゴールデンアワー』を1時間枠に拡大し、『ナショナル劇場』に変更（因みに第1作は『七人の孫』）するため、1963年12月30日終了の『花の番地』をもって、平日13:00 - 13:15枠の昼ドラに変更する形で終了した。なおその昼ドラに関しては

## 放送作品一覧
| タイトル                      | 放映期間                       | 話数 | 主演                 |
| ----------------------------- | ------------------------------ | ---- | -------------------- |
| 蝶々のしゃぼん玉人生          | 1958年11月17日～1960年10月31日 | 100  | ミヤコ蝶々、南都雄二 |
| しゃぼん玉劇場                | 1960年11月7日～1961年5月29日   | 30   | ミヤコ蝶々、南都雄二 |
| モウモウ湯繁盛記              | 1961年6月5日～12月25日         | 28   | 横山エンタツ         |
| 三波春夫アワー 春太郎隠密行状 | 1962年1月1日～2月26日          | 9    | 三波春夫             |
| 三波春夫アワー 嵐を呼ぶ唄     | 1962年3月5日～3月26日          | 4    | 三波春夫             |
| シャボン玉ミコちゃん          | 1962年4月2日～11月12日         | 33   | 弘田三枝子           |
| 花の番地                      | 1962年11月19日～1963年12月30日 | 58   | 轟夕起子             |

## 参考資料
- テレビドラマデータベース
- キー局番組編成変遷ひょ～